# Drosia (Erymanthos)
Drosia (griechisch Δροσιά (f. sg.)) ist ein Dorf im Gemeindebezirk Tritea der westgriechischen Gemeinde Erymanthos. Der Ort bildet gemeinsam mit drei kleineren Dörfern eine Dimotiki Kinotita mit 494 Einwohnern (2021).

## Verwaltungszugehörigkeit und Bevölkerungsentwicklung
Die 1912  gebildete Landgemeinde Prostovitsa (Κοινότητα Προστοβίτσης Kinótita Prostovítsis) der damaligen Präfektur Achaia und Ilida bestand aus dem gleichnamigen Hauptort sowie den Siedlungen Koumberi und Tsapoga. Mit der Teilung der Präfekturen 1930 kam die Gemeinde zur Präfektur Achaia. Die Umbenennung der Landgemeinde (Κοινότητα Δροσιάς Kinótita Drosiás) und des Hauptortes in Drosia sowie von Tsapoga in Mavrochori erfolgte 1955. Der Anerkennung von Agrapiedes (Αγραπιδέες) 1961 folgte 1964 die Umbenennung von Mavrochori in Pteri (Πτέρη), Agrapiedes wurde 1985 in Kato Drosia (Κάτω Δροσιά) umbenannt. Mit der Gebietsreform 1997 wurde Drosia zusammen mit 13 weiteren Landgemeinden zur Gemeinde Tritea zusammengelegt. Im Zuge der Verwaltungsreform 2010 wurde Tritea zusammen mit drei weiteren Gemeinden als Gemeindebezirk zur Gemeinde Erymanthos fusioniert, Drosia wurde  (topikí kinótita). Seit 2021 werden alle lokalen Gebietskörperschaften als Dimotiki Kinotita bezeichnet.
| Name        | griechischer Name    | Code       | 1920 | 1928 | 1940 | 1951 | 1961 | 1971 | 1981 | 1991 | 2001 | 2011 | 2021 |
| ----------- | -------------------- | ---------- | ---- | ---- | ---- | ---- | ---- | ---- | ---- | ---- | ---- | ---- | ---- |
| Drosia      | Δροσιά (f. sg.)      | 3704040601 | 842  | 868  | 850  | 801  | 392  | 313  | 453  | 210  | 382  | 186  | 198  |
| Kato Drosia | Κάτω Δροσιά (f. sg.) | 3704040602 |      |      |      |      | 406  | 276  | 276  | 246  | 201  | 083  | 162  |
| Koumberi    | Κουμπέρι (n. sg.)    | 3704040603 | 229  | 246  | 185  | 170  | 154  | 122  | 152  | 092  | 132  | 053  | 070  |
| Pteri       | Πτέρη (f. sg.)       | 3704040604 | 085  | 112  | 128  | 140  | 133  | 108  | 123  | 125  | 101  | 061  | 064  |
| Gesamt      | Gesamt               | 37040406   | 1156 | 1226 | 1163 | 1111 | 1085 | 819  | 1004 | 673  | 816  | 383  | 494  |